# چارچوب‌های KDE
چارچوب‌های KDE (به انگلیسی: KDE Frameworks) مجموعه‌ای از کتابخانه‌ها و چارچوب‌های نرم‌افزاری است که برای هر پشتهٔ نرم‌افزاری برپایه Qt یا نرم‌افزارها در چندین سیستم‌عامل‌ در دسترس هستند. این مجموعه به همراه ابزارهای کاربردی موردنیاز پراستفاده همانند یکپارچه‌سازی با سخت‌افزار، پشتیبانی از قالب‌های پرونده‌ها، ابزارک‌های گرافیکی افزوده، قابلیت‌های رسم و غلط‌یاب، به عنوان فناوری‌های پایه‌ای برای کی‌دی‌ئی پلاسما ۵ و نرم‌افزارهای کی‌دی‌ئی هستند که تحت پروانه کم‌تر جامع همگانی گنو (LGPL) توزیع شده‌اند.

## بررسی اجمالی
چارچوب‌های KDE فعلی برپایه Qt 5 هستند که استفادهٔ گسترده‌تر از QML (یک زبان برنامه‌نویسی ساده‌تر مبتنی بر جاوااسکریپت) را برای طراحی رابط‌های کاربری امکان‌پذیر می‌کند. موتور تفسیر گرافیکی که توسط QML استفاده می‌شود اجازه می‌دهد تا بتوان رابط‌های کاربری روان‌تری در دستگاه‌های مختلف ایجاد کرد.